# 晏城站
晏城站，位于中华人民共和国山东省德州市齐河县晏城街道，是京沪铁路、邯济铁路上的火车站，建于1910年，由中国铁路济南局集团管辖。

## 車站周邊
- 晏北农贸市场
- 齐河晏圣源快捷酒店
- 7天酒店客运中心店
- 时传祥纪念馆
- 尚客优快捷酒店阳光广场店
- 齐河县第二人民医院
- 中国农业银行齐河晏城分理处
- 齐河县粮食局
- 中国工商银行齐河支行
- 中国建设银行齐河支行
- 齐河县教育局
- 齐河县物价局
- 银座佳驿酒店齐晏大街店
- 齐河县人民医院
- 齐河县民政局

## 歷史
- 建于1910年。

## 外部連結
- 维基共享资源上的相關多媒體資源：晏城站